# Pablo Acosta Villarreal
Pablo Acosta Villarreal, surnommé El Zorro de Ojinaga (« le renard d'Ojinaga »), né le 26 janvier 1937 à Ojinaga (Chihuahua, Mexique) et mort le 24 avril 1987 à Santa Elena (Chihuahua), proche de la frontière américo-mexicaine, est un narcotrafiquant mexicain.

## Biographie
Depuis sa ville natale d'Ojinaga, Acosta Villarreal organise un vaste réseau de trafic de cannabis et d'héroïne vers le Texas. À son apogée au milieu des années 1980, son organisation établit des contacts avec les cartels colombiens et commence à faire transiter de la cocaïne aux États-Unis. Jusqu'à cinq tonnes par mois sont acheminées de Colombie à Ojinaga à bord d'avions privés grâce à la complicité d'officiers corrompus au sein de la police et de l'armée mexicaine. Au total, ce sont près de 60 tonnes de cocaïnes qui sont expédiées clandestinement chaque année de l'autre côté de la frontière américaine.
Dans un rapport de la DEA, Acosta Villarreal est décrit comme « une personne vicieuse et extrêmement dangereuse qui a peu de respect pour la vie humaine si elle fait obstacle à ses opérations ». Régnant d'une main de fer, il n'hésite pas à purger ses associés qui ne donnent pas satisfaction. Le rapport lie son organisation à au moins une vingtaine d'assassinats dont deux à Hobbs, au Nouveau-Mexique.
Acosta Villarreal, qui a fondé les bases du futur cartel de Juárez, est tué le 24 avril 1987 au cours d'un raid conjoint transfrontalier de la police fédérale mexicaine, menée par Guillermo González Calderoni, et du FBI. Deux hélicoptères mexicains passent par le territoire américain pour fondre par surprise sur le village frontalier de Santa Elena où se trouve Acosta Villarreal. La police encercle la maison où le baron de la drogue se trouve avec quelques gardes du corps et une fusillade intense s'ensuit, impliquant des tirs de mitrailleuse de la parts des narcotrafiquants. Avec difficulté, les agents fédéraux finissent par réussir à pénétrer dans l'édifice et obtiennent la reddition des gardes. Acosta Villarreal, acculé, fuit vers l'arrière de la maison et blesse un agent à l'épaule mais ce dernier répond à son tir et le touche mortellement au cou. Ne réalisant pas tout de suite la situation, les policiers mettent le feu à la maison pour obliger le narcotrafiquant à sortir. Le corps d'Acosta est sauvé in extremis des flammes après qu'ils se soient rendu compte de leur erreur. 
Son bras droit Rafael Aguilar Guajardo lui succède jusqu'à son propre assassinat en 1993 au profit d'Amado Carrillo Fuentes.

## Dans la culture populaire
Le personnage d'Acosta Villarreal apparaît dans la série Narcos: Mexico, il est interprété par Gerardo Taracena (en).